# 地上デジタル開局番組 島田洋七のがばいんじゃけん!広島
『地上デジタル開局番組 島田洋七のがばいんじゃけん！広島』（ちじょうデジタルかいきょくばんぐみ しまだようしちのがばいんじゃけん ひろしま）は、2006年10月1日 13:05 - 14:00に放送された広島テレビのローカル番組。

## 内容
広島県に生まれ、幼少期を広島で過ごした元B&Bの島田洋七を招き、広島の良き文化を残していこうと広島テレビのアナウンサー4人がレポート取材した。番組名の「がばいんじゃけん」は、洋七が少年時代を過ごした佐賀県の方言・佐賀弁と広島弁を混ぜ合わせたもの。

## 出演者
- 島田洋七
- 児玉勝司（当時広島テレビアナウンサー）
- 馬場のぶえ（広島テレビアナウンサー）
- 田坂るり（当時広島テレビアナウンサー）
- 宮脇靖知（広島テレビアナウンサー）

## 放送時間
- 2006年10月1日 13:05 - 14:00